# Ferulago pachyloba
Ferulago pachyloba là một loài thực vật có hoa trong họ Hoa tán. Loài này được (Fenzl) Boiss. mô tả khoa học đầu tiên năm 1872.